# Paso Rish
El paso Rish es un paso de montaña en los Montes Balcanes (Stara Planina) en Bulgaria. Está conectado con Shumen y Karnobat.
En búlgaro se llama Ришки проход [rishki projod].
En el año 759 se libró en este lugar la batalla del paso Rishki entre búlgaros y bizantinos, que resultó en una victoria búlgara.